# Dillenburg
Dillenburg je německé město ve střední části spolkové země Hesensko, ležící při řece Dill, ve vládním obvodu Gießen a v zemském okrese Lahn-Dill.
Město je oblíbeným cílem turistů, cílem dálkové turistické stezky Rothaarsteig,  leží také na německo-nizozemské trase prázdninové Oranžské stezky. Od 2. listopadu 2017 nese oficiální označení Oranienstadt (Oranžské město). 

## Administrativní členění
Město má kromě historického centra sedm připojených obcí.

## Historie

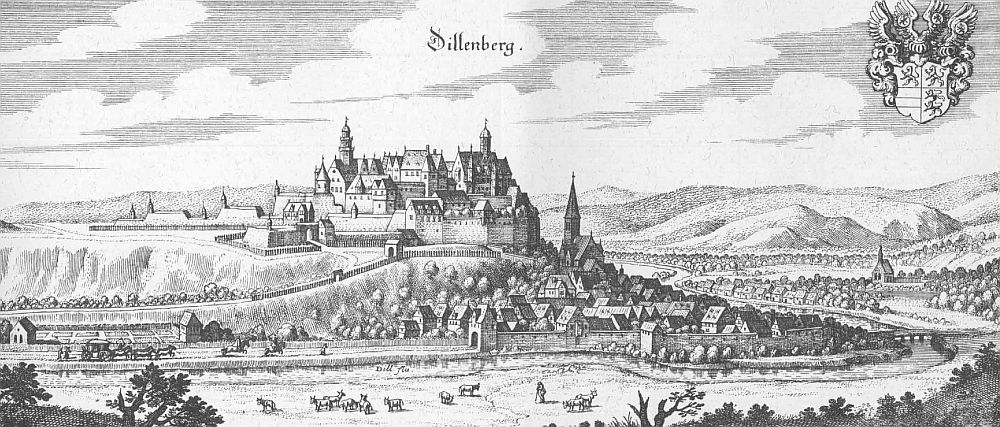
Dillenburg před požárem, Merianův prospekt, kolem roku 1640

První písemná zmínka o obci je z roku 1254. V roce 1344 získal Dillenburg  od císaře Ludvíka IV. Bavora městská práva. Byl sídlem oranžské větve rodu Nassau. Na Schlossbergu si Nassavští na přelomu 13. a 14. století postavili důležitý vlastní a strážní hrad, pravděpodobně ze dřeva, protože po zničení z roku 1323 po něm nezůstaly žádné stopy.
V 16. století byla na místě starého hradu postavena hlavní rezidence hrabat z Nassau-Dillenburgu, která byla od roku 1536 rozšířena na moderní renesanční pevnost. Narodil se zde také Vilém I. Oranžský, který odtud organizoval nizozemský odboj proti Španělsku (1567–1572). Kasematy hradu se částečně zachovaly a patří mezi největší podzemní obranné systémy v Evropě. Během válek poskytovaly ubytování pro více než 2 000 vojáků, jsou dosud přístupné k prohlídkám. 
Jedním z posledních vládnoucích členů rodu byl Georg Ernst Ludwig, baron z Liebensteina.

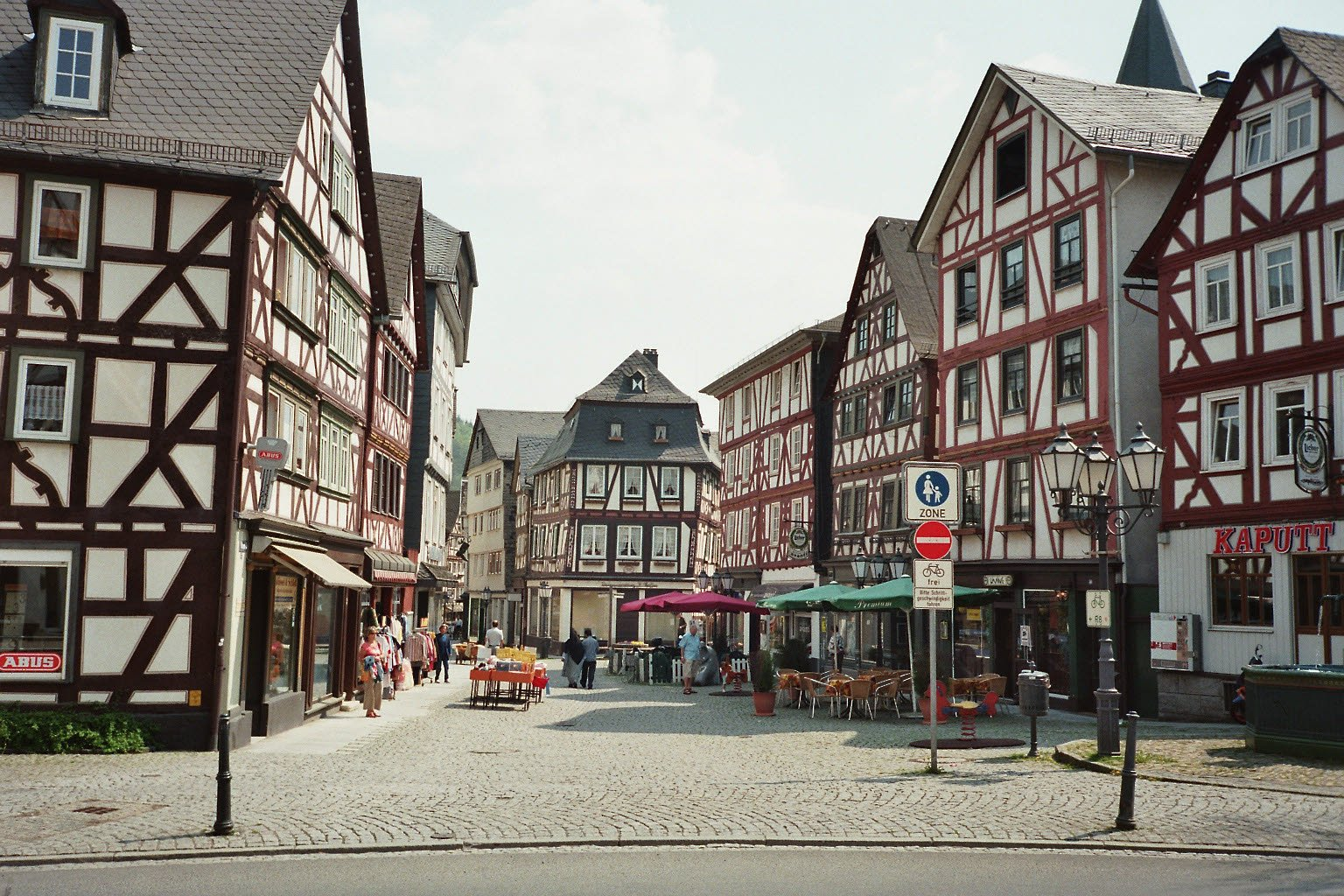
Hrázděné domy v historickém centru

Požár devastoval velkou část města v roce 1723. Více než 200 domů bylo zničeno. Většina dochovaných hrázděných domů vznikla po požáru.
Hrad Dillenburg byl zničen v sedmileté válce v roce 1760 a z jeho kamene byly postaveny budovy na Wilhelmstrasse. V období Nassavského vévodství byl Dillenburg sídlem okresní správy a soudu. V roce 1875 byla na Schlossbergu na památku Viléma Oranžského postavena věž Wilhelmsturm, nynější dominanta města.
Po polovině 19. století byla postavena železnice Sieg-Dill jako součást železniční trati z Gießenu do Kolína nad Rýnem. Region zažil díky využívání železných rud z okolí Lahnu, Dillu a Siegu průmyslový vzestup,  těžařské, hutní a kovodělné podniky si zbudovali další trati a vlečky, všechny zrušené a rozebrané do roku 1983.
Během druhé světové války bylo nádraží a průmyslová zóna Dillenburgu cílem spojeneckých náletů. Těžba rud se po druhé světové válce stala nerentabilní a poslední vysoká pec byla uzavřena v roce 1968 v okrese Oberscheld.

## Ekonomika
Průmyslová zóna zahrnuje podniky E.ON Mitte, Funkenerosionstechnik Hartwig Hermann, Isabellenhütte Heusler GmbH & Co., Linde & Wiemann, Ströher-Keramik, Outokumpu Dillenburg Works a Weber Kunststofftechnik.

## Památky

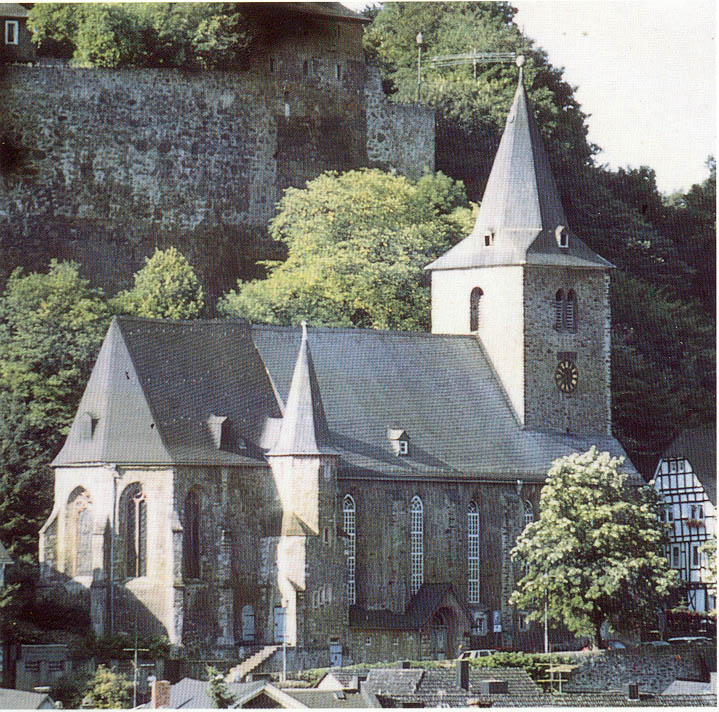
Evangelický městský kostel

Dillenburg má čtyři desítky památkové chráněných objektů a patří tak k nejlépe dochovaným historickým městům v Hesensku. 
- Schlossberg: kasematy a novogotická věž Wilhelmsturm z roku 1875,
- Evangelický městský kostel na úbočí Schlossbergu - gotická halová stavba s dřevěnými emporami, uvnitř se dochovaly  gotické a renesanční náhrobky i malovaný epitaf, barokní varhany
- vily továrníků: Villa Grün, Villa Haas
- Bismarcktempel - Bismarckův vyhlídkový pavilón nad městem

## Osobnosti
- Vilém I. z Nassau-Dillenburgu (1487–1516), řečený Bohatý
- Vilém I. Oranžský (1833–1594) vojevůdce války proti Španělsku
- Ferdinand Karl Klimsch (1812–1890), česko-německý grafik, rodina zde založila první grafický závod

## Partnerská města
- Orange, Francie
- Breda, Nizozemí
- Diest, Belgie
- Hereford, Anglie, Spojené království